# Maestro di Signa
Le  Maestro di Signa  est le pseudonyme donné par Federico Zeri en  1963 à un maître anonyme italien du XVe siècle, pour son œuvre la plus significative :
les fresques du cycle de la Vie de la beata Giovanna de l'église San Giovanni Battista à Signa, daté de 1462.

## Biographie
Il aurait été élève de Bicci di Lorenzo entre 1450 et 1460, et suivant certains historiens de l'art il s'agirait de Antonio di Maso.

## Œuvres attribuées
- Fresque du Tabernacolo di Castelbonsi, San Casciano in Val di Pesa.
- Santi Lorenzo, Donnino, Pietro e Paolo et  i Santi Ansano e Apollonia con l'arcangelo Raffaele, collaboration avec Bicci di Lorenzo, à deux polyptyques démembrés, Museo della Collegiata, Empoli.
- Santi, église San Niccolò, Oltrarno, Florence.
- Pala di San Miniato, Quintole, Impruneta.
- Annunciazione, collection Bernard Berenson.
- fresque détachée, église San Salvatore, Castellina in Chianti.
- Madonna del latte, fresque détachée du tabernacolo di Rupecanina à Vicchio, conservée au Musée d'art sacré, Vicchio Mugello
- Peintures visibles à Lastra a Signa, Empoli, Ponte a Greve, Quintole, Rupecanina, Villamagna, Castelbonsi, Vicchio, Palazzuolo sul Senio, Badia a Settimo...

## Sources
- (it) Cet article est partiellement ou en totalité issu de l’article de Wikipédia en italien intitulé « Maestro di Signa » (voir la liste des auteurs).
- Monographie du Chianti Museum